# Тут (Адыяман)
Тут (тур. Tut) — город и район в провинции Адыяман (Турция). Название района происходит от произрастающих здесь в большом количестве тутовых деревьев. На востоке район граничит с центральным районом ила Адыяман, на юге — с районом Бесни, на западе — с районом Гёльбаши, на севере — с илом Малатья.

## Население
Неблагоприятные экономические условия привели к сильной миграции населения из районного центра. В настоящее время большинство населения района проживает в сельской местности.